# Tarakwa
Tarakwa ist ein Verwaltungsbezirk (Ward) des Distrikts Arusha DC in der tansanischen Region Arusha.

## Geografie
Tarakwa liegt im Norden von Tansania, nordwestlich der Regionsstadt Arusha. Der Bezirk grenzt im Norden an Kimnyak, im Osten an Kiranyi und im Süden und im Westen an Oloirien. Der Bezirk hat eine Fläche von 4,3 Quadratkilometern. Bei der Volkszählung 2022 lebten hier 11.205 Menschen in 2689 Haushalten.

## Gliederung
Der Bezirk besteht aus zwei Orten (Kitongoji):
- Tarakwa
- Saitabau

## Wirtschaft und Infrastruktur
- Gesundheit: Im Bezirk liegt das 1954 als Apotheke eröffnete Selian Lutheran Hospital, das von 1988 bis 1993 zum Krankenhaus erweitert wurde.[7]